# 에이프릴의 음반 외 활동 목록

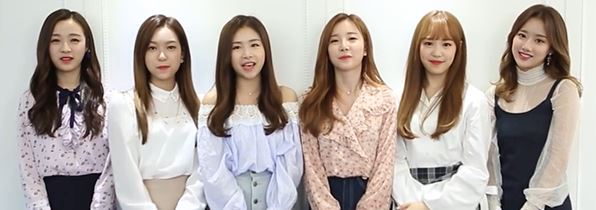
2017년 티비텐 화보 인터뷰에서 에이프릴

다음은 대한민국의 걸 그룹 에이프릴의 음반 외 활동 목록이다.

## 팬미팅
| 날짜            | 도시 | 국가     | 장소                |
| --------------- | ---- | -------- | ------------------- |
| 2016년 2월 27일 | 서울 | 대한민국 | 일지 아트홀         |
| 2016년 3월 6일  | 도쿄 | 일본     | 토요스 PIT          |
| 2017년 3월 20일 | 도쿄 | 일본     | 시나가와 인터시티홀 |

## 쇼케이스
| 날짜            | 도시 | 국가     | 장소                     |
| --------------- | ---- | -------- | ------------------------ |
| 2015년 8월 24일 | 서울 | 대한민국 | 삼성동 코엑스 컨퍼런스룸 |
| 2016년 4월 27일 | 서울 | 대한민국 | 롯데카드 아트센터        |
| 2017년 1월 4일  | 서울 | 대한민국 | K 아트홀                 |
| 2017년 9월 20일 | 서울 | 대한민국 | 일지아트홀               |
| 2017년 12월 8일 | 도쿄 | 일본     | 야마하 긴자 스튜디오     |
| 2018년 4월 21일 | 도쿄 | 일본     | 도요스 PIT               |

## 방송

### 고정 출연
| 방송사        | 제목                                 | 출연          | 기간                              | 참고                 |
| ------------- | ------------------------------------ | ------------- | --------------------------------- | -------------------- |
|               | 《APRIL's ON AIR PRIL》              | 에이프릴      | 2015년 8월 11일 ~ 2019년 1월 22일 | 에이프릴 유튜브 채널 |
| V app         | 《에이프릴이 간다》                  | 에이프릴      | 2015년 10월 26일 ~ 11월 20일      |                      |
| 아프리카TV    | 《Daily APRIL》                      | 에이프릴      | 2016년 4월 20일 ~ 5월 3일         |                      |
| GTV           | 《에이프릴의 My Wish》               | 에이프릴      | 2016년 5월 2일 ~ 6월 22일         |                      |
| JTBC          | 《걸스피릿》                         | 진솔          | 2016년 7월 19일 ~ 9월 27일        | 경연자               |
| Mnet          | 《에IF릴》                           | 에이프릴      | 2017년 4월 4일 ~ 5월 2일          |                      |
| K-STAR        | 《아이돌 연기대결 내가 배우다》      | 나은          | 2017년 4월 11일 ~ 6월 27일        |                      |
| 네이버TV      | 《에이프릴의 쉿크릿》                | 에이프릴      | 2017년 5월 8일 ~ 5월 26일         |                      |
| 네이버TV      | 《파파런치 에이프릴박스》            | 에이프릴      | 2017년 9월 9일 ~ 11월 8일         |                      |
| 네이버TV      | 《아이돌 컴백쇼 부메랑》             | 에이프릴      | 2017년 9월 27일 ~ 11월 1일        |                      |
| SBS           | 《본격연예 한밤》                    | 나은          | 2018년 1월 23일 ~ 2019년 5월 28일 | 리포터               |
| EBS           | 《MoMoe 발랑 18세기》                | 나은 진솔     | 2018년 2월 23일 ~ 3월 30일        |                      |
| MBC SPORTS+   | 《7전 8큐 시즌 2》                   | 레이첼        | 2018년 5월 28일 ~ 7월 30일        |                      |
| MUSIC ON! TV  | 《에이프릴 통신》                    | 에이프릴      | 2018년 6월 4일 ~ 2019년 6월 17일  | ZOOM UP!의 코너      |
| MUSIC ON! TV  | 《ZOOM UP!》                         | 에이프릴      | 2018년 8월 20일 ~ 9월 10일        | Summer 팬미팅        |
| OGN           | 《정복자들 시즌3 : 파밍웨이 to SWC》 | 양예나 레이첼 | 2018년 9월 15일 ~ 11월 3일        |                      |
| 네이버TV      | 《블루밍멜로디 시즌2》               | 윤채경        | 2018년 11월 1일 ~ 12월 3일        |                      |
|               | 《ON AIRPRIL S2》                    | 에이프릴      | 2019년 3월 15일 ~ 2021년 1월 1일  | 에이프릴 유튜브 채널 |
| tvN           | 《고교급식왕》                       | 이나은        | 2019년 6월 8일 ~ 8월 17일         |                      |
| 채널A         | 《리와인드 - 시간을 달리는 게임》    | 이진솔        | 2019년 7월 17일 ~ 10월 30일       |                      |
| 올레TV 모바일 | 《에이프릴의 하노이로 올레?》        | 에이프릴      | 2019년 8월 27일 ~ 9월 20일        |                      |
| 스크린골프존  | 《퀸즈CLUB》                         | 김채원        | 2020년 6월 28일 ~ 7월 19일        |                      |
| MBC           | 《트로트의 민족》                    | 윤채경        | 2020년 10월 23일 ~ 2021년 1월 8일 | 충청도팀 부단장      |
|               | 《ON AIRPRIL S3》                    | 에이프릴      | 2021년 1월 8일 ~                  | 에이프릴 유튜브 채널 |

### 진행
| 방송사          | 제목                                           | 출연        | 기간                               | 역할      |
| --------------- | ---------------------------------------------- | ----------- | ---------------------------------- | --------- |
| EBS 1TV         | 《생방송 톡!톡! 보니하니》 - New 하니를 찾아라 | 진솔        | 2016년 9월 1일                     | 스페셜MC  |
| EBS 1TV         | 《생방송 톡!톡! 보니하니》                     | 진솔        | 2016년 9월 5일 ~ 2017년 9월 1일    | 고정MC    |
| KBS2            | 《뮤직뱅크》                                   | 나은        | 2017년 2월 3일                     | 스페셜 MC |
| KBS2            | 《뮤직뱅크》                                   | 나은        | 2017년 2월 10일                    | 스페셜 MC |
| EBS 1TV         | 《싱 앤 댄스 - 동요 구출작전》                 | 예나 레이첼 | 2017년 3월 30일 ~ 8월 25일         | 고정 MC   |
| 동아TV          | 《미(美)완성 프로젝트 뷰티끄》                 | 채경        | 2017년 6월 8일 ~ 8월 3일           | 고정 MC   |
| Mnet            | 《엠카운트다운》                               | 나은        | 2017년 6월 15일                    | 스페셜 MC |
| KBS2            | 《뮤직뱅크》                                   | 나은        | 2017년 6월 23일                    | 스페셜 MC |
| Mnet            | 《엠카운트다운》                               | 나은        | 2017년 9월 21일                    | 스페셜 MC |
| Mnet            | 《엠카운트다운》                               | 채경        | 2017년 9월 28일                    | 스페셜 MC |
| 동아TV          | 《샵에서 만나》                                | 윤채경      | 2018년 7월 25일 ~ 12월 12일        | 고정 MC   |
| 셀럽TV          | 《연예소녀》                                   | 이진솔      | 2018년 8월 3일 ~ 2019년 7월 1일    | 고정 MC   |
| 셀럽TV          | 《연예소녀》                                   | 김채원      | 2019년 1월 19일                    | 스페셜 MC |
| 셀럽TV          | 《연예소녀》                                   | 양예나      | 2019년 1월 26일                    | 스페셜 MC |
| SBS             | 《SBS 인기가요》                               | 이나은      | 2019년 10월 20일 ~ 2021년 2월 28일 | 고정 MC   |
| On Style, Olive | 《겟잇뷰티 2020》                              | 이나은      | 2020년 3월 13일 ~ 7월 3일          | 고정 MC   |
| EBS 1TV         | 《생방송 톡!톡! 보니하니》                     | 이진솔      | 2020년 12월 7일 ~ 12월 9일         | 스페셜 MC |
| SBS             | 《SBS 가요대전》                               | 이나은      | 2020년 12월 25일                   | 메인 MC   |
| 중화TV          | 《위클리 차이나우 시즌 4》                     | 윤채경      | 2021년 1월 3일 ~                   | 고정 MC   |

### 게스트
| 방송사            | 제목                                                                    | 출연                               | 기간                              | 역할                 | 참고                                        |
| ----------------- | ----------------------------------------------------------------------- | ---------------------------------- | --------------------------------- | -------------------- | ------------------------------------------- |
| KBS2              | 《뮤비뱅크 스타더스트 2》                                               | 에이프릴                           | 2015년 9월 9일                    | 게스트               |                                             |
| MBC every1        | 《주간 아이돌》                                                         | 에이프릴                           | 2015년 9월 9일                    | 게스트               |                                             |
| SBS               | 《백종원의 3대 천왕》                                                   | 에이프릴                           | 2015년 9월 11일                   | 게스트               |                                             |
| KBS2              | 《아이돌 전국 노래자랑》                                                | 에이프릴                           | 2015년 9월 28일                   | 참가자               | 추석특집                                    |
| MBC               | 《세바퀴》                                                              | 에이프릴                           | 2015년 10월 9일                   | 출연                 |                                             |
| K-STAR            | 《식신로드》                                                            | 채원 나은 진솔                     | 2015년 10월 17일                  | 게스트               |                                             |
| 국방TV            | 《지상군 페스티벌 특집 위문열차》                                       | 에이프릴                           | 2015년 10월 19일                  | 출연자               |                                             |
| KBS Joy           | 《한끼의 품격》                                                         | 나은 진솔                          | 2015년 10월 29일                  | 게스트               |                                             |
| KBS2              | 《출발 드림팀 시즌2》                                                   | 예나                               | 2015년 11월 22일                  | 게스트               |                                             |
| NHK               | 《Rの法則SP「韓国JK大調査」》                                           | 에이프릴                           | 2015년 11월 23일                  | 게스트               | 일본방송                                    |
| iMBC              | 《최군X에이프릴 밀착토크》                                              | 에이프릴                           | 2015년 11월 26일                  | 게스트               |                                             |
| MBN               | 《전국제패》                                                            | 예나 진솔                          | 2015년 12월 20일                  | 게스트               |                                             |
| KBS2              | 《비타민》                                                              | 에이프릴                           | 2016년 1월 7일                    | 게스트               |                                             |
| SBS               | 《백종원의 3대 천왕》                                                   | 에이프릴                           | 2016년 1월 8일                    | 게스트               |                                             |
| MBN               | 《전국제패》                                                            | 나은 진솔                          | 2016년 1월 19일                   | 게스트               |                                             |
| KBS2              | 《전국 아이돌 사돈의 팔촌 노래자랑》                                    | 나은                               | 2016년 2월 8일                    | 참가자               | 설특집                                      |
| MBC               | 《아이돌스타 육상 씨름 풋살 양궁 선수권대회》                           | 에이프릴                           | 2016년 2월 9일 ~ 2월 10일         | 참가자               | 설특집                                      |
| SBS               | 《보컬 전쟁 : 신의 목소리》                                             | 진솔                               | 2016년 3월 30일                   | 패널                 |                                             |
| SBS               | 《보컬 전쟁 : 신의 목소리》                                             | 진솔                               | 2016년 4월 6일                    | 패널                 |                                             |
| MBC               | 《신비한TV 서프라이즈》                                                 | 채원                               | 2016년 4월 10일                   | 이난영 역            | 특별출연                                    |
| BS-TBS            | 《満足！トレンドナビ》                                                  | 에이프릴                           | 2016년 4월 23일                   | 게스트               | 일본방송                                    |
| Mnet              | 《엠카운트다운 행아웃》                                                 | 에이프릴                           | 2016년 4월 28일                   | 출연                 |                                             |
| 아리랑 TV         | 《Pops in Seoul》                                                       | 에이프릴                           | 2016년 5월 5일                    | 출연                 |                                             |
| KBS2              | 《뮤비뱅크 스타더스트 2》                                               | 에이프릴                           | 2016년 5월 11일                   | 게스트               |                                             |
| KBS2              | 《비타민》                                                              | 에이프릴                           | 2016년 5월 12일                   | 게스트               |                                             |
| 아리랑 TV         | 《After School Club》                                                   | 채원 나은 예나 진솔                | 2016년 5월 17일                   | 게스트               |                                             |
| SBS               | 《보컬 전쟁 : 신의 목소리》                                             | 진솔                               | 2016년 5월 18일                   | 패널                 |                                             |
| iMBC              | 《박소현의 아이돌TV》                                                   | 채원 나은 예나 진솔                | 2016년 5월 24일                   | 게스트               |                                             |
| SBS               | 《보컬 전쟁 : 신의 목소리》                                             | 진솔                               | 2016년 5월 25일                   | 패널                 |                                             |
| KBS2              | 《1 대 100》                                                            | 채원 나은                          | 2016년 6월 21일                   | 출연자               |                                             |
| Cookat TV         | 《아이돌 요리대회》                                                     | 나은 예나                          | 2016년 6월 24일                   | 참가자               |                                             |
| KBS2              | 《1 대 100》                                                            | 채원 나은                          | 2016년 7월 5일                    | 출연자               |                                             |
| 미야기 TV         | 《山派のサンド伊達軍団VS海派の富澤》                                    | 채원 진솔                          | 2016년 7월 16일                   | 게스트               | 일본 특집방송                               |
| JTBC              | 《걸스피릿》                                                            | 채원 나은 예나                     | 2016년 7월 19일                   | 출연자               |                                             |
| MBC               | 《능력자들》                                                            | 채원 나은 예나                     | 2016년 7월 21일                   | 게스트               |                                             |
| MBC every1        | 《맛있을 지도 시즌2》                                                   | 채원 나은                          | 2016년 7월 31일                   | 게스트               |                                             |
| MBC every1        | 《맛있을 지도 시즌2》                                                   | 예나 진솔                          | 2016년 8월 14일                   | 게스트               |                                             |
| EBS 1TV           | 《생방송 톡!톡! 보니하니》 - New 하니를 찾아라                          | 진솔                               | 2016년 8월 19일                   | 참가자               |                                             |
| JTBC              | 《걸 스피릿》                                                           | 채원 나은                          | 2016년 8월 23일                   | 특별 지원군          |                                             |
| EBS 1TV           | 《생방송 톡!톡! 보니하니》- New 하니를 찾아라                           | 진솔                               | 2016년 8월 26일                   | 참가자               |                                             |
| SBS MTV           | 《아이돌 요리대회》                                                     | 나은 예나                          | 2016년 8월 26일                   | 참가자               |                                             |
| EBS 1TV           | 《생방송 톡!톡! 보니하니》- New 하니를 찾아라                           | 진솔                               | 2016년 9월 2일                    | 참가자               |                                             |
| MTV               | 《IDOLS OF ASIA》                                                       | 에이프릴                           | 2016년 9월 2일                    | 게스트               | 대만 방송                                   |
| MTV               | 《ASIA MUSIC STAGE》                                                    | 에이프릴                           | 2016년 9월 3일                    | 출연자               | 대만 방송                                   |
| 아프리카TV        | 《싱카 라이브》                                                         | 예나 진솔                          | 2016년 9월 6일                    | 게스트               |                                             |
| SBS MTV           | 《더 쇼 시즌5》                                                         | 채원                               | 2016년 9월 6일                    | 출연자               |                                             |
| SBS MTV           | 《아이돌 요리대회》                                                     | 나은 예나                          | 2016년 9월 9일                    | 참가자               |                                             |
| EBS 1TV           | 《EBS 뉴스》                                                            | 진솔                               | 2016년 9월 14일                   | 출연자               | 인터뷰                                      |
| 네이버 V          | 《한밤의 연예뉴스》                                                     | 채원 나은 예나 진솔                | 2016년 9월 26일                   | 출연자               | 인터뷰                                      |
| EBS 1TV           | 《생방송 톡!톡! 보니하니》                                              | 채원                               | 2016년 10월 14일                  | 특별출연             |                                             |
| MTV               | 《IDOLS OF ASIA》                                                       | 에이프릴                           | 2016년 10월 19일                  | 게스트               | 대만 방송                                   |
| KBS1              | 미래기획 2030 《드림 고고》                                             | 나은                               | 2016년 10월 30일                  | 게스트               |                                             |
| EBS 2TV           | 《보이는 라디오 - English Go Go》                                       | 진솔                               | 2016년 11월 9일                   | 게스트               |                                             |
| 국방TV            | 《리얼 병영 톡! 행복한 군대 이야기》                                    | 에이프릴                           | 2016년 11월 12일                  | 출연자               |                                             |
| KBS2              | 《뮤비뱅크 스타더스트 2》                                               | 에이프릴                           | 2017년 1월 4일                    | 게스트               |                                             |
| KBS2              | 《1 대 100》                                                            | 채경 예나 진솔                     | 2017년 1월 10일                   | 출연자               |                                             |
| 아리랑 TV         | 《After School Club》                                                   | 에이프릴                           | 2017년 1월 17일                   | 게스트               |                                             |
| MUSIC ON! TV      | 《韓ON!ファイティン!!》                                                 | 에이프릴                           | 2017년 1월 26일                   | 출연자               | 일본 방송                                   |
| JTBC              | 《아는 형님》                                                           | 채경                               | 2017년 1월 28일                   | 게스트               |                                             |
| MBC               | 《은밀하게 위대하게》                                                   | 채경 진솔                          | 2017년 1월 29일                   | 출연자               |                                             |
| 투니버스          | 《스트레스 제로구역 날려버려》                                          | 채경 나은                          | 2017년 2월 2일                    | 게스트               |                                             |
| 국방TV            | 뮤직타임 《락 드림》                                                    | 에이프릴                           | 2017년 2월 4일                    | 출연자               | 인터뷰                                      |
| 국방TV            | 《리얼 병영 톡! 행복한 군대 이야기》                                    | 에이프릴                           | 2017년 2월 11일                   | 출연자               |                                             |
| TBS               | 《BEHIND THE Show》 #50                                                 | 에이프릴                           | 2017년 2월 7일                    | 출연자               | 일본 방송                                   |
| 아리랑 TV         | 《Pops in Seoul》                                                       | 에이프릴                           | 2017년 2월 8일                    | 출연자               |                                             |
| JTBC              | 《싱포유》                                                              | 에이프릴                           | 2017년 2월 18일                   | 출연자               |                                             |
| SBS MTV           | 《더 쇼 시즌5》                                                         | 에이프릴                           | 2017년 2월 28일                   | 출연자               |                                             |
| 카카오 TV         | 《마이 리틀 텔레비전》                                                  | 채경                               | 2017년 3월 5일                    | 게스트               | MLT-45                                      |
| MUSIC ON! TV      | 《韓ON!ファイティン!!》                                                 | 에이프릴                           | 2017년 3월 9일                    | 게스트               | 일본 방송                                   |
| MBC               | 《마이 리틀 텔레비전》                                                  | 채경                               | 2017년 3월 11일                   | 게스트               |                                             |
| 채널A             | 《싱데렐라》                                                            | 에이프릴                           | 2017년 3월 17일                   | 출연자               |                                             |
| MBC               | 《마이 리틀 텔레비전》                                                  | 채경                               | 2017년 3월 18일                   | 게스트               |                                             |
| MBC               | 《듀엣 가요제》                                                         | 채경 나은                          | 2017년 3월 24일                   | 패널                 |                                             |
| EBS 1TV           | 《생방송 톡!톡! 보니하니》                                              | 예나 레이첼                        | 2017년 3월 29일                   | 출연자               |                                             |
| JTBC              | 《싱포유》                                                              | 에이프릴                           | 2017년 4월 1일                    | 출연자               |                                             |
| KBS1              | 《도전 골든벨》                                                         | 에이프릴                           | 2017년 4월 2일                    | 초대 가수            |                                             |
| 국방TV            | 《위문열차》                                                            | 에이프릴                           | 2017년 4월 14일                   | 게스트               |                                             |
| KBS2              | 《연예가중계》                                                          | 진솔                               | 2017년 5월 6일                    | 특별출연             |                                             |
| 국방TV            | 《리얼 병영 톡! 행군기》                                                | 채원 레이첼                        | 2017년 5월 13일                   | 출연자               |                                             |
| 국방TV            | 《리얼 병영 톡! 행군기》                                                | 채원 레이첼                        | 2017년 5월 20일                   | 출연자               |                                             |
| O tvN             | 《프리한 19》                                                           | 채경                               | 2017년 5월 23일                   | 게스트               |                                             |
| O'live            | 《오늘 뭐 먹지》                                                        | 채경 채원 나은 진솔                | 2017년 5월 23일                   | 게스트               |                                             |
| 국방TV            | 《리얼 병영 톡! 행군기》                                                | 나은 예나                          | 2017년 5월 27일                   | 출연자               |                                             |
| KBS1              | 《도전 골든벨》                                                         | 에이프릴                           | 2017년 5월 28일                   | 초대 가수            |                                             |
| XTM               | 《잡합다식한 남자들의 히든카드 M16》                                    | 채경                               | 2017년 6월 5일                    | 게스트               |                                             |
| KBS 1             | 《열린음악회》                                                          | 에이프릴                           | 2017년 6월 11일                   | 출연자               |                                             |
| 아리랑 TV         | 《After School Club》                                                   | 에이프릴                           | 2017년 6월 27일                   | 게스트               |                                             |
| KBS2              | 《연예가중계》                                                          | 채원                               | 2017년 6월 30일                   | 프로파일러           |                                             |
| SBS               | 《DJ SHOW 트라이앵글》                                                  | 에이프릴                           | 2017년 7월 2일                    | 게스트               |                                             |
| MBC every1        | 《주간 아이돌》                                                         | 채경                               | 2017년 7월 5일                    | 출연자               | 복면아이돌                                  |
| TV조선            | 《배달왔습니다》                                                        | 에이프릴                           | 2017년 7월 17일                   | 게스트               |                                             |
| SBS               | 《게임쇼 유희낙락》                                                     | 에이프릴                           | 2017년 7월 22일                   | 게스트               |                                             |
| MTV               | 《워아이오우샹(아이돌 오브 아시아) 플레이제이 오우샹주보》              | 에이프릴                           | 2017년 7월 25일                   | 게스트               | 대만 방송                                   |
| 국방TV            | 《위문열차》                                                            | 에이프릴                           | 2017년 7월 28일                   | 게스트               |                                             |
| MBC 뮤직          | 《아이돌 투어》                                                         | 채경 레이첼                        | 2017년 8월 10일                   | 게스트               |                                             |
| SBS               | 《생방송 투데이》                                                       | 에이프릴                           | 2017년 8월 25일                   | 출연자               |                                             |
| 미야기 TV         | 「K-POPアイドルが体当たり取材‼サンドが選ぶ韓国江原道オススメの旅！」    | 에이프릴                           | 2017년 8월 26일                   | 출연자               | 일본 방송                                   |
| V앱               | 《셀프드라마 여주찾기》                                                 | 채경 나은                          | 2017년 9월 6일                    | 출연자               |                                             |
| K-Star            | 《스타뉴스》                                                            | 에이프릴                           | 2017년 9월 7일                    | 게스트               |                                             |
| V앱               | 《셀프드라마 여주찾기》                                                 | 나은                               | 2017년 9월 15일                   | 출연자               |                                             |
| MBC every1        | 《주간 아이돌》                                                         | 채경                               | 2017년 9월 20일                   | 출연자               | 복면아이돌                                  |
| SBS               | 《정글의 법칙 in 피지》                                                 | 채경                               | 2017년 9월 22일 ~ 10월 20일       | 게스트               |                                             |
| 아리랑 TV         | 《After School Club》                                                   | 에이프릴                           | 2017년 10월 10일                  | 게스트               |                                             |
| 셀럽TV            | 《I'm Celuv》                                                           | 에이프릴                           | 2017년 10월 11일                  | 게스트               |                                             |
| KBS1              | 《열린 음악회》                                                         | 에이프릴                           | 2017년 10월 15일                  | 출연자               |                                             |
| 해요TV            | 《I ROLE PLAY》                                                         | 에이프릴                           | 2018년 10월 30일 ~ 11월 7일       |                      |                                             |
| O tvN             | 《어쩌다 어른》                                                         | 채경                               | 2017년 11월 2일                   | 게스트               |                                             |
| TV조선            | 《매직 컨트롤》                                                         | 채경 진솔                          | 2017년 11월 12일                  | 패널                 |                                             |
| KBS1              | 《포항 지진 피해, 우리가 함께 합니다》                                  | 에이프릴                           | 2017년 11월 20일                  | 출연자               | 특별생방송                                  |
| TV조선            | 《매직 컨트롤》                                                         | 채경 진솔                          | 2017년 11월 26일                  | 패널                 |                                             |
| EBS2              | 《新교실혁신 프로젝트 - 자유학기제, 학교를 바꾸다》                     | 채원                               | 2017년 12월 1일                   | 더빙                 |                                             |
| SBS               | 《스타일 팔로우》                                                       | 채경 나은 진솔                     | 2017년 12월 7일                   | 게스트               |                                             |
| MBC               | 《신비한TV 서프라이즈》                                                 | 에이프릴                           | 2018년 1월 21일                   | 카메오               |                                             |
| MBC               | 《설특집 2018 아이돌스타 육상 볼링 양궁 리듬체조 에어로빅 선수권대회》  | 에이프릴                           | 2018년 2월 15일 ~ 2월 16일        | 참가자               | 레이첼 : 리듬체조 금메달                    |
| OLIVE, On Style   | 《겟잇뷰티 2018》                                                       | 에이프릴                           | 2018년 2월 16일                   | 게스트               |                                             |
| MUSIC ON! TV      | 《아티스트 ZOOM UP!》                                                   | 에이프릴                           | 2018년 3월 5일                    | 게스트               | 일본방송                                    |
| MBC               | 《미스터리 음악쇼 복면가왕》                                            | 진솔                               | 2018년 3월 18일                   | 참가자               | 한 뚝배기 하실래예? 로버트 할리퀸!          |
| 미야기 TV         | 《行って得する韓国 仁川～K-POPアイドルが教えるUPな過ごし方！～》        | 에이프릴                           | 2018년 3월 31일                   | 게스트               | 일본방송                                    |
| MBC every1        | 《주간아이돌》                                                          | 이나은                             | 2018년 4월 11일                   | 게스트               |                                             |
| 니코니코 채널     | 《古家正亨のフル新聞フル雑誌》                                          | 에이프릴                           | 2018년 5월 1일                    | 게스트               |                                             |
| O tvN             | 《어쩌다 어른》                                                         | 이진솔                             | 2018년 6월 13일                   | 패널                 |                                             |
| KBS1              | 《온드림 스쿨》                                                         | 에이프릴                           | 2018년 7월 28일                   | 출연자               |                                             |
| 아가루TV          | 《프리미엄 코리아 한류라보》                                            | 에이프릴                           | 2018년 8월 18일                   | 게스트               | 일본방송                                    |
| O tvN             | 《어쩌다 어른》                                                         | 이진솔                             | 2018년 8월 22일                   | 패널                 |                                             |
| KBS1              | 《도전 골든벨》                                                         | 에이프릴                           | 2018년 9월 9일                    | 초대가수             |                                             |
| MBC               | 《추석특집 2018 아이돌스타 육상 선수권대회》                            | 에이프릴                           | 2018년 9월 25일 ~ 9월 26일        | 참가자               | 이나은 : 리듬체조 동메달                    |
| 셀럽TV            | 《연예소녀》                                                            | 김채원 양예나                      | 2018년 10월 29일                  | 게스트               | 쏠박스                                      |
| 셀럽TV            | 《I'm Celuv》                                                           | 에이프릴                           | 2018년 11월 1일                   | 게스트               |                                             |
| 셀럽TV            | 《연예소녀》                                                            | 김채원 양예나                      | 2018년 11월 5일                   | 게스트               | 쏠박스                                      |
| V앱               | 《MOMOX아큐멘터리》                                                     | 김채원                             | 2018년 11월 2일                   | 출연자               |                                             |
| V앱               | 《MOMOX아큐멘터리》                                                     | 김채원                             | 2018년 11월 9일                   | 출연자               |                                             |
| Mnet              | 《School Of 樂》                                                        | 에이프릴                           | 2018년 11월 9일                   | 게스트               |                                             |
| SBS 플러스 한뼘TV | 《방판소년단》                                                          | 에이프릴                           | 2018년 11월 19일                  | 게스트               |                                             |
| SBS 플러스 한뼘TV | 《방판소년단》                                                          | 에이프릴                           | 2018년 11월 20일                  | 게스트               |                                             |
| OGN               | 《게임돌림픽》                                                          | 윤채경 양예나 레이첼               | 2018년 11월 23일 ~ 12월 8일       | 참가자               |                                             |
| OGN               | 《2018 게임돌림픽 : 신게임돌의 탄생》                                   | 윤채경 양예나 레이첼               | 2018년 12월 22일 ~ 12월 23일      | 참가자               |                                             |
| KBS2              | 《해피투게더 시즌 4》                                                   | 이나은                             | 2018년 12월 27일                  | 게스트               |                                             |
| 미야기 TV         | 《K-POPアイドルが教える 韓国仁川トラベルキング》                        | 에이프릴                           | 2018년 12월 30일                  | 출연자               | 일본방송                                    |
| 셀럽TV            | 《연예소녀》                                                            | 김채원 양예나                      | 2019년 1월 19일                   | 게스트               | 쏠박스                                      |
| MBC               | 《2019 설특집 아이돌스타 육상 볼링 양궁 리듬체조 승부차기 선수권 대회》 | 윤채경 김채원 양예나 레이첼 이진솔 | 2019년 2월 5일 ~ 2월 6일          | 참가자               | 레이첼 : 리듬체조 금메달                    |
| KBS2              | 《대국민 토크쇼 안녕하세요》                                            | 이진솔 이나은                      | 2019년 4월 15일                   | 게스트               |                                             |
| 아리랑 TV         | 《Showbiz Korea》                                                       | 이나은                             | 2019년 5월 1일                    | 게스트               |                                             |
| MBC               | 《미스터리 음악쇼 복면가왕》                                            | 윤채경                             | 2019년 5월 26일                   | 참가자               | 상상도 못한 복면정체                        |
| tvN               | 《놀라운 토요일 - 도레미마켓》                                          | 이나은                             | 2019년 6월 8일                    | 게스트               |                                             |
| OGN               | 《게임돌림픽 2019 : 골든카드》                                          | 윤채경 양예나 레이첼               | 2019년 7월 13일 ~ 7월 14일        | 참가자               |                                             |
| tvN               | 《V-1》                                                                 | 이진솔                             | 2019년 9월 13일 ~ 9월 15일        | 참가자               |                                             |
| SBS 플러스        | 《좋은친구들》                                                          | 윤채경 양예나 레이첼 이진솔        | 2019년 9월 26일 ~ 10월 6일        | 출연자               | 1회~2회                                     |
| SBS               | 《정글의 법칙 in 순다열도》                                             | 양예나                             | 2019년 10월 5일 ~ 10월 26일       | 게스트               |                                             |
| CNTV              | 《트레저X》                                                             | 윤채경 양예나 레이첼 이진솔        | 2019년 11월 17일                  | 게스트               |                                             |
| MBC               | 《미스터리 음악쇼 복면가왕》                                            | 이나은                             | 2019년 12월 29일 ~ 2020년 1월 5일 | 참가자               | 아이 셔~! 머리가 띵해지는 상큼보이스! 레몬! |
| Mnet              | 《TMI NEWS》                                                            | 김채원                             | 2020년 1월 22일                   | 참가자               | 설 특집 아이돌 트로트 자랑                  |
| MBC               | 《2020 설특집 아이돌스타 선수권대회》                                   | 에이프릴                           | 2020년 1월 24일 ~ 1월 25일        | 참가자               |                                             |
| MBC               | 《미스터리 음악쇼 복면가왕》                                            | 윤채경 이나은                      | 2020년 1월 26일                   | 패널                 |                                             |
| MBC               | 《2020 설특집 아이돌스타 선수권대회》                                   | 에이프릴                           | 2020년 1월 27일                   | 참가자               |                                             |
| SBS               | 《맛남의 광장》                                                         | 이나은                             | 2020년 1월 30일                   | 아르바이트생         |                                             |
| MBC               | 《미스터리 음악쇼 복면가왕》                                            | 윤채경 이나은                      | 2020년 2월 2일                    | 패널                 |                                             |
| SBS               | 《맛남의 광장》                                                         | 이나은                             | 2020년 2월 6일                    | 아르바이트생         |                                             |
| SBS               | 《맛남의 광장》                                                         | 이나은                             | 2020년 2월 20일                   | 아르바이트생         |                                             |
| SBS               | 《런닝맨》                                                              | 이나은                             | 2020년 3월 8일                    | 게스트               |                                             |
| SBS               | 《맛남의 광장》                                                         | 이나은                             | 2020년 3월 12일                   | 아르바이트생         |                                             |
| On Style, Olive   | 《겟잇뷰티 2020》                                                       | 윤채경 이진솔                      | 2020년 3월 13일                   | 게스트               |                                             |
| On Style, Olive   | 《겟잇뷰티 2020》                                                       | 윤채경 이진솔                      | 2020년 3월 27일                   | 게스트               |                                             |
| On Style, Olive   | 《겟잇뷰티 2020》                                                       | 윤채경 이진솔                      | 2020년 4월 3일                    | 게스트               |                                             |
| On Style, Olive   | 《겟잇뷰티 2020》                                                       | 윤채경 이진솔                      | 2020년 4월 10일                   | 게스트               |                                             |
| SBS               | 《맛남의 광장》                                                         | 이나은                             | 2020년 4월 16일                   | 게스트               |                                             |
| On Style, Olive   | 《겟잇뷰티 2020》                                                       | 윤채경 이진솔                      | 2020년 4월 10일                   | 게스트               |                                             |
| SBS               | 《본격연예 한밤》                                                       | 에이프릴                           | 2020년 4월 22일                   | 게스트               | 인터뷰                                      |
| On Style, Olive   | 《겟잇뷰티 2020》                                                       | 윤채경 이진솔                      | 2020년 4월 24일                   | 게스트               |                                             |
| MBC               | 《오! 나의 파트너》                                                     | 윤채경                             | 2020년 4월 25일                   | 게스트               |                                             |
| 중화TV            | 《위클리 차이나우》                                                     | 이진솔                             | 2020년 4월 26일                   | 게스트               |                                             |
| SBS               | 《맛남의 광장》                                                         | 이나은                             | 2020년 4월 30일                   | 게스트               |                                             |
| STATV             | 《아이돌 리그 시즌2》                                                   | 에이프릴                           | 2020년 4월 30일                   | 게스트               |                                             |
| MBC               | 《오! 나의 파트너》                                                     | 윤채경                             | 2020년 5월 2일                    | 게스트               |                                             |
| Mnet              | 《TMI NEWS》                                                            | 이나은 이진솔                      | 2020년 5월 6일                    | 게스트               |                                             |
| SBS               | 《맛남의 광장》                                                         | 이나은                             | 2020년 5월 7일                    | 게스트               |                                             |
| On Style, Olive   | 《겟잇뷰티 2020》                                                       | 윤채경 이진솔                      | 2020년 5월 8일                    | 게스트               |                                             |
| SBS               | 《맛남의 광장》                                                         | 이나은                             | 2020년 5월 14일                   | 게스트               |                                             |
| SBS               | 《맛남의 광장》                                                         | 이나은                             | 2020년 5월 28일                   | 게스트               |                                             |
| MBC               | 《미스터리 음악쇼 복면가왕》                                            | 양예나 이진솔                      | 2020년 5월 31일                   | 패널                 |                                             |
| MBC               | 《미스터리 음악쇼 복면가왕》                                            | 양예나 이진솔                      | 2020년 6월 7일                    | 패널                 |                                             |
| SBS MTV           | 《트래블 앳 홈》                                                        | 양예나 이진솔                      | 2020년 6월 7일                    |                      |                                             |
| SBS               | 《맛남의 광장》                                                         | 이나은                             | 2020년 6월 18일                   | 게스트               |                                             |
| On Style, Olive   | 《겟잇뷰티 2020》                                                       | 윤채경 이진솔                      | 2020년 6월 19일                   | 게스트               |                                             |
| KBS1              | 《도전! 골든벨》                                                        | 이진솔                             | 2020년 6월 21일                   |                      |                                             |
| MBC               | 《미스터리 음악쇼 복면가왕》                                            | 김채원                             | 2020년 6월 28일 ~ 7월 5일         | 참가자               | 내 노래 달고말고! 가왕 되고말고! 달고나!    |
| Mnet              | 《GOOD GIRL : 누가 방송국을 털었나》                                    | 양예나 이진솔                      | 2020년 7월 2일                    | 특별관객             |                                             |
| On Style, Olive   | 《겟잇뷰티 2020》                                                       | 이진솔                             | 2020년 7월 3일                    |                      |                                             |
| MBC every1        | 《주간아이돌》                                                          | 에이프릴                           | 2020년 7월 29일                   | 게스트               |                                             |
| tvN               | 《코미디 빅리그》                                                       | 이나은                             | 2020년 8월 2일                    |                      |                                             |
| NQQ               | 《위플레이 시즌2》                                                      | 윤채경 이나은 양예나               | 2020년 8월 15일                   | 게스트               |                                             |
| 아리랑 TV         | 《Simply K-Pop》                                                        | 에이프릴                           | 2020년 8월 15일                   | 게스트               |                                             |
| KBS2              | 《퀴즈 위의 아이돌》                                                    | 김채원 이나은 레이첼 이진솔        | 2020년 8월 24일                   | 게스트               |                                             |
| KBS WORLD         | 《We K-Pop Friends》                                                    | 에이프릴                           | 2020년 8월 28일                   | 게스트               |                                             |
| tvN               | 《도레미마켓》                                                          | 이나은                             | 2020년 9월 19일                   | 게스트               |                                             |
| MBC               | 《2020 추석특집 아이돌 e스포츠 선수권대회》                             | 김채원 양예나                      | 2020년 10월 1일                   | 참가자               |                                             |
| JTBC              | 《히든싱어 6》                                                          | 윤채경 이나은 레이첼               | 2020년 10월 2일                   | 패널                 |                                             |
| MBC               | 《트로트의 민족 : 추석특집 특별판》                                     | 윤채경                             | 2020년 10월 3일                   | 게스트               | 충청도팀 부단장                             |
| KBS2              | 《전교톱10》                                                            | 윤채경                             | 2020년 10월 12일                  | 판정단               |                                             |
| JTBC              | 《히든싱어 6》                                                          | 김채원                             | 2020년 10월 16일                  | 모창능력자           | 나도 있어 김완선                            |
| KBS2              | 《전교톱10》                                                            | 윤채경                             | 2020년 10월 19일                  | 판정단               |                                             |
| JTBC              | 《아는 형님》                                                           | 윤채경 이나은                      | 2020년 10월 31일                  | 게스트               |                                             |
| JTBC              | 《히든싱어 6》                                                          | 김채원 이진솔                      | 2020년 11월 6일                   | 패널                 |                                             |
| MBC M             | 《더 컬러 : THE KOLOR》                                                 | 에이프릴                           | 2020년 11월 12일                  |                      |                                             |
| JTBC              | 《히든싱어 6》                                                          | 김채원 이진솔                      | 2020년 11월 13일                  | 패널                 |                                             |
| SBS               | 《맛남의 광장》                                                         | 이나은                             | 2020년 11월 26일                  | 게스트               |                                             |
| SBS               | 《맛남의 광장》                                                         | 이나은                             | 2020년 12월 3일                   | 게스트               |                                             |
| KBS Joy           | 《연애의 참견 시즌3》                                                   | 김채원                             | 2020년 12월 8일                   | 재연배우             |                                             |
| MBC every1        | 《대한외국인》                                                          | 이진솔                             | 2020년 12월 9일                   | 한국인팀 일일 부팀장 |                                             |
| SBS               | 《SBS 가요대전》                                                        | 윤채경 김채원 이나은 양예나 레이첼 | 2020년 12월 25일                  | 출연자               |                                             |
| JTBC              | 《팬텀싱어 올스타전》                                                   | 윤채경                             | 2021년 1월 26일                   | 현장 응원단          |                                             |
| KBS Joy           | 《연애의 참견 시즌3》                                                   | 김채원                             | 2021년 1월 26일                   | 재연배우             |                                             |
| JTBC              | 《팬텀싱어 올스타전》                                                   | 윤채경                             | 2021년 2월 2일                    | 현장 응원단          |                                             |
| OBS               | 《배심원 24시》                                                         | 윤채경                             | 2021년 2월 12일                   |                      |                                             |

## 출연 작품

### 드라마
| 연도        | 방송사                   | 제목                     | 출연자           | 배역            | 참고         |
| ----------- | ------------------------ | ------------------------ | ---------------- | --------------- | ------------ |
| 2016        | 자몽앱                   | 《사월애》               | 나은             |                 | VR 웹 드라마 |
| 2016        | 유튜브                   | 《대생》                 | 채원             | 채원            | 특별출연     |
| 2016        | 네이버 TV캐스트, KBS myK | 《응답하라 평창, 100°F》 | 채원             | 황혜원          | 웹드라마     |
| 2017        | KBS2                     | 《아버지가 이상해》      | 나은             | 드라마 스태프   | 카메오       |
| 2017        | 네이버TV                 | 《#보니하니》            | 진솔             |                 | 웹드라마     |
| 2017 ~ 2018 | tvN                      | 《모두의 연애》          | 나은             | 나은            |              |
| 2018        | tvN                      | 《모두의 연애》          | 채경, 채원, 진솔 | 카메오          | 8화          |
| 2018        | 플레이리스트             | 《에이틴》               | 이나은           | 김하나          | 웹드라마     |
| 2019        | 플레이리스트             | 《에이틴 시즌2》         | 이나은           | 김하나          | 웹드라마     |
| 2019        | SBS                      | 《힙합왕 - 나스나길》    | 이나은           | 송하진          |              |
| 2019        | 플레이리스트             | 《다시 만난 너》         | 이진솔           | 하다솜          | 웹드라마     |
| 2019        | 플레이리스트             | 《다시 만난 너》         | 이나은           | 김하나          | 특별출연     |
| 2019        | MBC                      | 《어쩌다 발견한 하루》   | 이나은           | 여주다          |              |
| 2020        | 플레이리스트             | 《트웬티트웬티》         | 이나은           | 김하나          | 특별출연     |
| 2020        | 네이버 TV                | 《3인칭 연애시점》       | 김채원           | 임영주          | 웹드라마     |
| 2020        | 채널A                    | 《여름아 부탁해》        | 이진솔           | 김가을 / 한여름 | 웹드라마     |

## 라디오

### 고정 출연
| 방송사     | 제목                        | 출연   | 기간                             | 비고         |
| ---------- | --------------------------- | ------ | -------------------------------- | ------------ |
| MBC 표준FM | 《산들의 별이 빛나는 밤에》 | 이진솔 | 2019년 1월 25일 ~ 9월 28일       | 연애의 락    |
| MBC 표준FM | 《산들의 별이 빛나는 밤에》 | 이진솔 | 2019년 10월 1일 ~ 2020년 5월 5일 | 연애보충수업 |
| TBS eFM    | 《슈퍼라디오》              | 레이첼 | 2020년 2월 24일 ~ 4월 23일       | Real Korean  |

### 진행
| 방송사     | 제목                         | 출연          | 기간                              | 비고                     |
| ---------- | ---------------------------- | ------------- | --------------------------------- | ------------------------ |
| 멜론       | 《멜론라디오 스타DJ》        | 에이프릴      | 2018년 3월 6일 ~ 2018년 3월 8일   | 스타DJ                   |
| MBC 표준FM | 《아이돌 라디오》            | 이나은        | 2019년 10월 2일                   | [ 3 ]                    |
| MBC 표준FM | 《아이돌 라디오》            | 이나은        | 2019년 10월 6일                   | 스페셜 DJ                |
| 멜론       | 《멜론라디오 스타DJ》        | 윤채경        | 2019년 11월 18일                  | 스타DJ                   |
| 멜론       | 《멜론라디오 스타DJ》        | 윤채경        | 2019년 11월 20일                  | 스타DJ                   |
| 네이버 NOW | 《어벤걸스 : 스페셜 생방송》 | 이나은        | 2020년 1월 2일                    | 호스트                   |
| 네이버 NOW | 《들려주고 싶어서》          | 이나은        | 2020년 1월 11일                   | 호스트                   |
| 네이버 NOW | 《어벤걸스》                 | 이나은        | 2020년 1월 17일 ~ 2021년 1월 29일 | 호스트                   |
| MBC 표준FM | 《아이돌 라디오》            | 에이프릴      | 2020년 4월 29일                   | 이나은, 이진솔 스페셜 DJ |
| MBC 표준FM | 《아이돌 라디오》            | 김채원 양예나 | 2020년 5월 2일                    | 스페셜 DJ                |

### 게스트
| 방송사        | 제목                                        | 출연                               | 기간                              | 비고                                   |
| ------------- | ------------------------------------------- | ---------------------------------- | --------------------------------- | -------------------------------------- |
| SBS 파워FM    | 《두시탈출 컬투쇼》                         | 에이프릴                           | 2015년 8월 30일                   |                                        |
| MBC 표준FM    | 《정준영의 심심타파》                       | 에이프릴                           | 2015년 9월 4일                    |                                        |
| KBS Cool FM   | 《슈퍼주니어의 키스 더 라디오》             | 에이프릴                           | 2015년 9월 4일                    |                                        |
| 아리랑 라디오 | 《Sound K》                                 | 에이프릴                           | 2015년 9월 7일                    |                                        |
| SBS 파워FM    | 《VIXX N K-POP》                            | 에이프릴                           | 2015년 9월 13일                   |                                        |
| MBC FM4U      | 《써니의 FM데이트》                         | 에이프릴                           | 2015년 9월 17일                   |                                        |
| 아리랑 라디오 | 《Music Access》                            | 에이프릴                           | 2015년 10월 19일                  |                                        |
| SBS 러브FM    | 《송은이, 김숙의 언니네 라디오》            | 채원 진솔                          | 2015년 11월 20일                  |                                        |
| 아리랑 라디오 | 《K-Poppin'》                               | 에이프릴                           | 2015년 12월 3일                   |                                        |
| KBS Cool FM   | 《김성주의 가요 광장》                      | 에이프릴                           | 2015년 12월 18일                  |                                        |
| KBS Cool FM   | 《슈퍼주니어의 키스 더 라디오》             | 에이프릴                           | 2015년 12월 18일                  |                                        |
| 아리랑 라디오 | 《Super K-Pop》                             | 에이프릴                           | 2015년 12월 31일                  |                                        |
| SBS 파워FM    | 《박소현의 러브 게임》                      | 현주 진솔                          | 2016년 1월 9일                    |                                        |
| TBS eFM       | 《K-Popular with As One》                   | 에이프릴                           | 2016년 2월 16일                   |                                        |
| SBS 파워FM    | 《두시탈출 컬투쇼》                         | 에이프릴                           | 2016년 4월 28일                   |                                        |
| SBS 파워FM    | 《김창렬의 올드 스쿨》                      | 에이프릴                           | 2016년 5월 2일                    |                                        |
| 아리랑 라디오 | 《K-Poppin'》                               | 에이프릴                           | 2016년 5월 9일                    |                                        |
| SBS 파워FM    | 《이국주의 영스트리트》                     | 에이프릴                           | 2016년 5월 9일                    |                                        |
| 아리랑 라디오 | 《Sound K》                                 | 에이프릴                           | 2016년 5월 19일                   |                                        |
| SBS 파워FM    | 《이국주의 영스트리트》                     | 진솔                               | 2016년 5월 21일                   |                                        |
| KBS Cool FM   | 《슈퍼주니어의 키스 더 라디오》             | 채원 나은 예나                     | 2016년 5월 27일                   |                                        |
| KBS Cool FM   | 《박지윤의 가요 광장》                      | 채원 나은 예나 진솔                | 2016년 6월 4일                    |                                        |
| SBS 파워FM    | 《이국주의 영스트리트》                     | 진솔                               | 2016년 6월 4일                    |                                        |
| SBS 파워FM    | 《이국주의 영스트리트》                     | 진솔                               | 2016년 6월 11일                   |                                        |
| SBS 파워FM    | 《두시탈출 컬투쇼》                         | 채원 나은 예나 진솔                | 2016년 7월 1일                    |                                        |
| SBS 파워FM    | 《배성재의 텐》                             | 예나 진솔                          | 2016년 8월 18일                   |                                        |
| EBS 라디오    | 《English Go!Go!》                          | 진솔                               | 2016년 10월 19일                  |                                        |
| 아리랑 라디오 | 《Sound K》                                 | 채원 진솔                          | 2016년 11월 24일                  |                                        |
| SBS 파워FM    | 《두시탈출 컬투쇼》                         | 에이프릴                           | 2017년 1월 5일                    |                                        |
| KBS Cool FM   | 《이홍기의 키스 더 라디오》                 | 에이프릴                           | 2017년 1월 8일                    |                                        |
| SBS 러브FM    | 《김흥국, 봉만대의 털어야 산다》            | 에이프릴                           | 2017년 1월 10일                   |                                        |
| 아리랑 라디오 | 《Sound K》                                 | 에이프릴                           | 2017년 1월 12일                   |                                        |
| SBS 러브FM    | 《윤형빈, 양세형의 투맨쇼》                 | 에이프릴                           | 2017년 1월 16일                   |                                        |
| SBS 파워FM    | 《박소현의 러브 게임》                      | 채경 레이첼                        | 2017년 1월 21일                   |                                        |
| 아리랑 라디오 | 《K-Poppin'》                               | 에이프릴                           | 2017년 1월 23일                   |                                        |
| SBS 러브FM    | 《송은이, 김숙의 언니네 라디오》            | 채경 채원 나은 예나 레이첼         | 2017년 1월 25일                   |                                        |
| SBS 파워FM    | 《박소현의 러브 게임》                      | 채경 진솔                          | 2017년 2월 18일                   |                                        |
| EBS 라디오    | 《English Go!Go!》                          | 채원                               | 2017년 3월 8일                    |                                        |
| SBS 파워FM    | 《배성재의 텐》                             | 채경 채원                          | 2017년 3월 17일                   |                                        |
| CROSS FM      | 《K-Story》                                 | 에이프릴                           | 2017년 3월 31일                   | 일본 라디오 방송                       |
| SBS 파워FM    | 《붐붐파워》                                | 에이프릴                           | 2017년 4월 14일                   |                                        |
| KBS 해피FM    | 《행복한 두시 조성모입니다》                | 에이프릴                           | 2017년 4월 28일                   |                                        |
| 경인방송      | 《황순유의 해피타임 907》                   | 에이프릴                           | 2017년 5월 5일                    |                                        |
| SBS 러브 FM   | 《김흥국, 안선영의 아싸 라디오》            | 에이프릴                           | 2017년 5월 27일                   |                                        |
| 아리랑 라디오 | 《Sound K》                                 | 에이프릴                           | 2017년 6월 5일                    |                                        |
| KBS Cool FM   | 《이홍기의 키스 더 라디오》                 | 채경 채원                          | 2017년 6월 5일                    |                                        |
| SBS 러브FM    | 《윤형빈, 양세형의 투맨쇼》                 | 에이프릴                           | 2017년 6월 9일                    |                                        |
| SBS 파워FM    | 《배성재의 텐》                             | 채경                               | 2017년 6월 13일                   |                                        |
| SBS 파워FM    | 《이국주의 영스트리트》                     | 에이프릴                           | 2017년 6월 15일                   |                                        |
| SBS 파워FM    | 《박소현의 러브 게임》                      | 채경 레이첼                        | 2017년 6월 24일                   |                                        |
| SBS 파워FM    | 《배성재의 텐》                             | 채원                               | 2017년 6월 29일                   | 카카오TV 생녹방                        |
| SBS 파워FM    | 《배성재의 텐》                             | 채원                               | 2017년 7월 5일                    | 본방송                                 |
| SBS 파워FM    | 《배성재의 텐》                             | 채경                               | 2017년 7월 6일                    | 카카오TV 생녹방                        |
| SBS 파워FM    | 《배성재의 텐》                             | 채경                               | 2017년 7월 12일                   | 본방송                                 |
| SBS 파워FM    | 《NCT의 night night!》                      | 채경 채원                          | 2017년 7월 21일                   |                                        |
| SBS 파워FM    | 《NCT의 night night!》                      | 채경                               | 2017년 9월 1일                    |                                        |
| SBS 파워FM    | 《최화정의 파워타임》                       | 채경 진솔                          | 2017년 9월 21일                   |                                        |
| 아리랑 라디오 | 《Sound K》                                 | 에이프릴                           | 2017년 9월 28일                   |                                        |
| SBS 러브FM    | 《송은이, 김숙의 언니네 라디오》            | 에이프릴                           | 2017년 9월 30일                   |                                        |
| SBS 파워FM    | 《배성재의 텐》                             | 채경 채원                          | 2017년 10월 5일 ~ 2017년 10월 6일 |                                        |
| 아리랑 라디오 | 《K-Poppin'》                               | 에이프릴                           | 2017년 10월 16일                  |                                        |
| 아리랑 라디오 | 《K-Poppin'》                               | 레이첼                             | 2017년 11월 14일                  |                                        |
| 아리랑 라디오 | 《K-Poppin'》                               | 레이첼                             | 2017년 12월 1일                   |                                        |
| SBS 파워FM    | 《최화정의 파워타임》                       | 채경                               | 2017년 12월 5일                   |                                        |
| 아리랑 라디오 | 《K-Poppin'》                               | 레이첼                             | 2017년 12월 8일                   |                                        |
| 아리랑 라디오 | 《K-Poppin'》                               | 레이첼                             | 2017년 12월 15일                  |                                        |
| 아리랑 라디오 | 《K-Poppin'》                               | 레이첼                             | 2017년 12월 22일                  |                                        |
| KBS Cool FM   | 《이홍기의 키스 더 라디오》                 | 채경                               | 2018년 2월 4일                    |                                        |
| SBS 파워FM    | 《NCT의 night night!》                      | 나은 진솔                          | 2018년 2월 20일                   |                                        |
| SBS 파워FM    | 《NCT의 night night!》                      | 에이프릴                           | 2018년 3월 15일                   |                                        |
| SBS 파워FM    | 《박소현의 러브 게임》                      | 윤채경 이진솔                      | 2018년 3월 17일                   |                                        |
| 아리랑 라디오 | 《K-Poppin'》                               | 에이프릴                           | 2018년 3월 19일                   |                                        |
| SBS 파워FM    | 《배성재의 텐》                             | 김채원 이진솔                      | 2018년 3월 19일                   | 생녹방                                 |
| KBS Cool FM   | 《이홍기의 키스 더 라디오》                 | 에이프릴                           | 2018년 3월 25일                   |                                        |
| MBC 표준FM    | 《강타의 별이 빛나는 밤에》                 | 에이프릴                           | 2018년 3월 29일                   |                                        |
| SBS 파워FM    | 《배성재의 텐》                             | 김채원 이진솔                      | 2018년 3월 29일                   |                                        |
| SBS 파워FM    | 《붐붐파워》                                | 에이프릴                           | 2018년 4월 12일                   |                                        |
| SBS 파워FM    | 《배성재의 텐》                             | 윤채경                             | 2018년 4월 13일                   | 복면게왕 특집                          |
| SBS 파워FM    | 《배성재의 텐》                             | 김채원                             | 2018년 6월 23일                   | (컵라면)월드컵 특집                    |
| SBS 파워FM    | 《NCT의 night night!》                      | 에이프릴                           | 2018년 10월 18일                  |                                        |
| SBS 파워FM    | 《배성재의 텐》                             | 김채원                             | 2018년 10월 21일                  |                                        |
| EBS FM        | 《청하의 경청》                             | 에이프릴                           | 2018년 10월 21일                  |                                        |
| MBC 표준FM    | 《안영미, 최욱의 에헤라디오》               | 에이프릴                           | 2018년 10월 26일                  |                                        |
| SBS 파워FM    | 《영스트리트》                              | 김채원 이진솔                      | 2018년 10월 27일                  |                                        |
| MBC 표준FM    | 《아이돌 라디오》                           | 에이프릴                           | 2018년 10월 30일                  |                                        |
| 아리랑 라디오 | 《Sound K》                                 | 에이프릴                           | 2018년 11월 5일                   |                                        |
| MBC 표준FM    | 《산들의 별이 빛나는 밤에》                 | 김채원 이나은 이진솔               | 2018년 11월 9일                   |                                        |
| 아리랑 라디오 | 《K-Poppin'》                               | 에이프릴                           | 2018년 11월 12일                  |                                        |
| SBS 파워FM    | 《박소현의 러브 게임》                      | 이나은 양예나 레이첼               | 2018년 11월 17일                  |                                        |
| EBS 라디오    | 《청하의 경청》                             | 에이프릴                           | 2018년 11월 25일                  |                                        |
| MBC 표준FM    | 《아이돌 라디오》                           | 레이첼                             | 2018년 12월 19일                  |                                        |
| CROSS FM      | 《K-Story》                                 | 에이프릴                           | 2019년 1월 19일                   | 일본 라디오 방송                       |
| SBS 파워FM    | 《배성재의 텐》                             | 윤채경                             | 2019년 2월 24일                   |                                        |
| SBS 파워FM    | 《배성재의 텐》                             | 이나은                             | 2019년 5월 12일                   |                                        |
| MBC 표준FM    | 《산들의 별이 빛나는 밤에》                 | 윤채경 김채원 이진솔               | 2019년 5월 31일                   |                                        |
| MBC 표준FM    | 《산들의 별이 빛나는 밤에》                 | 김채원 이진솔                      | 2019년 6월 29일                   |                                        |
| MBC 표준FM    | 《산들의 별이 빛나는 밤에》                 | 이진솔                             | 2019년 7월 20일                   |                                        |
| MBC 표준FM    | 《아이돌 라디오》                           | 윤채경 이진솔                      | 2019년 8월 26일                   |                                        |
| MBC 표준FM    | 《산들의 별이 빛나는 밤에》                 | 윤채경                             | 2019년 8월 31일                   |                                        |
| SBS 파워FM    | 《배성재의 텐》                             | 윤채경                             | 2019년 10월 16일                  |                                        |
| SBS 파워FM    | 《배성재의 텐》                             | 양예나 레이첼                      | 2019년 11월 24일                  |                                        |
| MBC 표준FM    | 《아이돌 라디오》                           | 김채원 이진솔                      | 2019년 12월 6일                   |                                        |
|               | 《KB 국민카드 보이는 라디오 - KCN공감통통》 | 윤채경 김채원                      | 2020년 3월 6일                    |                                        |
| MBC FM4U      | 《정오의 희망곡 김신영입니다》              | 이나은 이진솔                      | 2020년 3월 12일                   |                                        |
| 네이버 NOW    | 《어벤걸스》                                | 이나은 양예나                      | 2020년 4월 3일                    |                                        |
| SBS 파워FM    | 《두시탈출 컬투쇼》                         | 에이프릴                           | 2020년 4월 23일                   |                                        |
| 네이버 NOW    | 《어벤걸스》                                | 에이프릴                           | 2020년 4월 24일                   |                                        |
| MBC 표준FM    | 《산들의 별이 빛나는 밤에》                 | 윤채경 김채원 양예나 레이첼 이진솔 | 2020년 4월 27일                   |                                        |
| SBS 파워FM    | 《이준의 영스트리트》                       | 에이프릴                           | 2020년 4월 30일                   |                                        |
| EBS 라디오    | 《청소년 소통 프로젝트 경청》               | 양예나 레이첼 이진솔               | 2020년 5월 3일                    |                                        |
| MBC FM4U      | 《정오의 희망곡 김신영입니다》              | 에이프릴                           | 2020년 5월 7일                    |                                        |
| KBS 쿨FM      | 《강한나의 볼륨을 높여요》                  | 에이프릴                           | 2020년 5월 8일                    |                                        |
| SBS 파워FM    | 《박소현의 러브게임》                       | 김채원 이진솔                      | 2020년 5월 9일                    |                                        |
| 네이버 NOW    | 《어벤걸스》                                | 윤채경 이나은 이진솔               | 2020년 5월 29일                   |                                        |
| SBS 파워FM    | 《박소현의 러브게임》                       | 윤채경 이나은                      | 2020년 8월 1일                    |                                        |
| SBS 파워FM    | 《배성재의 텐》                             | 양예나 레이첼 이진솔               | 2020년 8월 1일                    |                                        |
| 네이버 NOW    | 《심야 아이돌》                             | 에이프릴                           | 2020년 8월 3일                    |                                        |
| MBC 표준FM    | 《아이돌 라디오》                           | 에이프릴                           | 2020년 8월 6일                    |                                        |
| 네이버 NOW    | 《어벤걸스》                                | 윤채경 김채원 이나은               | 2020년 8월 7일                    |                                        |
| SBS 파워FM    | 《두시탈출 컬투쇼》                         | 에이프릴                           | 2020년 8월 13일                   |                                        |
| 네이버 NOW    | 《어벤걸스》                                | 이나은 양예나 레이첼               | 2020년 8월 14일                   |                                        |
| 유튜브        | 《아이돌 라디오》                           | 에이프릴                           | 2020년 8월 17일                   |                                        |
| 네이버 NOW    | 《어벤걸스》                                | 윤채경 이나은 이진솔               | 2020년 8월 21일                   |                                        |
| MBC FM4U      | 《정오의 희망곡 김신영입니다》              | 윤채경 레이첼 이진솔               | 2020년 8월 23일                   |                                        |
| 네이버 NOW    | 《어벤걸스》                                | 윤채경 이나은                      | 2020년 10월 2일                   |                                        |
| KBS 쿨FM      | 《강한나의 볼륨을 높여요》                  | 에이프릴                           | 2020년 10월 31일                  | 특집 공개방송 2020 레이크뮤직 페스티벌 |
| 네이버 NOW    | 《어벤걸스》                                | 윤채경 김채원 이나은               | 2020년 11월 6일                   |                                        |
| 네이버 NOW    | 《어벤걸스》                                | 윤채경 이나은 레이첼               | 2021년 1월 1일                    |                                        |
| SBS 파워FM    | 《배성재의 텐》                             | 윤채경 김채원                      | 2021년 1월 10일                   |                                        |
| 멜론 스테이션 | 《영화& 박선영입니다》                      | 이나은                             | 2021년 1월 27일                   |                                        |

## 광고
| 연도        | 품목        | 기업명       | 제품명                 | 출연자         |
| ----------- | ----------- | ------------ | ---------------------- | -------------- |
| 2015        | 화장품      | ACT사        | 아쿠탑 산양유 마스크팩 | 에이프릴       |
| 2017        | 제과        | 롯데제과     | 롯데제과 키즈 브랜드   | 진솔           |
| 2017 ~ 2019 | 치킨 브랜드 | 하림         | 맥시칸치킨             | 에이프릴       |
| 2018        | 화장품      | Foamous      | 거품향수 폼무스        | 에이프릴       |
| 2019 ~ 2020 | 화장품      | 페리페라     | 페리페라 브랜드        | 이나은         |
| 2019        | 홍삼 제품   | 한국인삼공사 | 정관장 아이패스        | 이나은         |
| 2019        | 온라인 게임 | 넥슨         | 피파 온라인 4          | 이나은         |
| 2019 ~ 2020 | 허브캔디    | 리콜라       | 리콜라                 | 이나은         |
| 2020 ~ 현재 | 주류        | 무학         | 좋은데이               | 이나은         |
| 2020 ~ 현재 | 주류        | 무학         | 청춘소주               | 이나은         |
| 2020        | 의료용품    | 한국 3M      | 넥스케어 블레미쉬 패치 | 이나은         |
| 2020        | 아웃도어    | F&F          | 디스커버리 익스페디션  | 이나은         |
| 2020 ~ 현재 | 의약품      | 삼진제약     | 게보린 소프트          | 이나은         |
| 2021        | 가방        | 제이에스티나 | 제이에스티나 백        | 이나은         |
| 2021        | 시리얼      | 동서식품     | 포스트 오곡코코볼바    | 이나은         |
| 2021        | 시리얼      | 동서식품     | 포스트 콘푸라이트바    | 윤채경, 이나은 |
| 2021        | 슈즈        | 지니킴       | 지니킴                 | 이나은         |

## 화보
| 연도 | 화보/잡지          | 출연자                             | 참고                 |
| ---- | ------------------ | ---------------------------------- | -------------------- |
| 2015 | bnt 화보           | 에이프릴                           |                      |
| 2015 | 앳스타일 11월호    | 에이프릴                           |                      |
| 2015 | THE STAR 12월호    | 에이프릴                           |                      |
| 2016 | 한국스카우트연맹   | 에이프릴                           |                      |
| 2016 | 더셀러브리티 2월호 | 에이프릴                           |                      |
| 2016 | NAIL'TV 3월호      | 에이프릴                           | 네일 잡지            |
| 2016 | Ceci 5월호         | 에이프릴                           | 페리페라 뷰티화보    |
| 2016 | GirlsF             | 에이프릴                           | 일본 잡지            |
| 2016 | VINGE              | 채원 나은 예나 진솔                | 대만 패션 잡지       |
| 2017 | 앳스타일 1월호     | 에이프릴                           | 에뒤뜨 하우스        |
| 2017 | MAKESTAR           | 에이프릴                           | 2017 화보 캘린더     |
| 2017 | KWAVE M 47호       | 에이프릴                           |                      |
| 2017 | bnt 화보           | 에이프릴                           |                      |
| 2017 | 앳스타일 11월호    | 에이프릴                           | 네이처리퍼브릭       |
| 2018 | 지오아미코리아     | 에이프릴                           |                      |
| 2018 | HIM 3월호          | 레이첼                             |                      |
| 2018 | MAKESTAR           | 에이프릴                           | 스페셜 화보집        |
| 2018 | NYLON 5월호        | 이나은 레이첼                      |                      |
| 2018 | 앳스타일 5월호     | 에이프릴                           | Foamous              |
| 2018 | choa 69호          | 에이프릴                           | 일본 잡지            |
| 2018 | GRAZIA 12월호      | 이나은                             |                      |
| 2019 | MAPS 2월호         | 이나은                             |                      |
| 2019 | 앳스타일 3월호     | 이나은                             | 뉴발란스             |
| 2019 | HIM 3월호          | 윤채경                             |                      |
| 2019 | 앳스타일 6월호     | 이나은                             | 제이에스티나         |
| 2019 | 앳스타일 12월호    | 이나은                             | Alcon                |
| 2020 | NYLON 1월호        | 이나은                             |                      |
| 2020 | GRAZIA 1월호       | 이나은                             |                      |
| 2020 | MAKESTAR           | 에이프릴                           | 시즌 그리팅          |
| 2020 | 더스타 5월호       | 에이프릴                           |                      |
| 2020 | 싱글즈 5월호       | 윤채경 김채원 이나은 양예나 이진솔 |                      |
| 2020 | ELLE 5월호         | 이나은                             |                      |
| 2020 | HIM 6월호          | 이진솔                             | 커버모델             |
| 2020 | 퍼스트룩 204호     | 김채원 이나은 이진솔               |                      |
| 2020 | 퍼스트룩 206호     | 이나은                             |                      |
| 2020 | DAZED 12월호       | 이나은                             |                      |
| 2021 | 싱글즈 2월호       | 이나은                             | 휠라                 |
| 2021 | 더블유 3월호       | 이나은                             |                      |
| 2021 | 앳스타일 3월호     | 이나은                             | 제이에스티나, 클로티 |

## 홍보대사
| 연도        | 경력 |
| ----------- | --- |
| 2016 ~ 2017 | - 한국스카우트연맹 홍보대사 |
| 2016 ~ 현재 | - 밀알복지재단 청소년 홍보대사 |
| 2016        | - 2016 글로벌 K-FOOD 페어 홍보대사 - 2016 서울시 친환경 학교 급식 홍보대사                                                                              |
| 2017        | - 애니메이션 ‘키코리키 : 황금모자의 비밀' 홍보대사 (진솔)                                                                                               |
| 2017 ~ 현재 | - 한국백혈병소아암협회 홍보대사 |
| 2017        | - 제2회 안양국제청소년영화제 홍보대사 (채경) - 2017 농촌재능나눔 범국민 캠페인-다함께 농런(農-Run) 스타 릴레이 홍보대사 - 2017 지상군 페스티벌 홍보대사 |
| 2018        | - 농림축산식품부 농식품 국가인증 홍보대사 |
| 2020        | - 부천국제애니메이션페스티벌(BIAF 2020) 홍보대사 (나은)                                                                                                 |

## 행사
2015년
- 9월 23일 국제대 탄현제 (국제대학교 대운동장)
- 9월 30일 Tencent K-POP Live (의정부예술의전당)
- 10월 31일 Asia youth k-pop festival (고척스카이돔)
- 12월 19일 무한도전 엑스포 축하 공연 (일산 킨텍스 제 1전시장 2A홀)
- 12월 21일 K-star ROAD 3차 조성사업 강남돌 하우스 제막식 (강남구 압구정동 갤러리아 백화점 동관 앞 광장)

2016년
- 1월 14일 TVCF Award 시상식 축하공연 (서울시청 다목적홀)
- 3월 13일 모바일팝 거리 행사 (홍대입구역 8번 출구 앞 모바일팝 거리)
- 4월 14일 밀알 복지재단 사랑의 빵 나눔 행사
- 4월 15일 강남스타일 랜드마크 조정 제막식 (코엑스 동측 광장)
- 4월 22일 넥센 히어로즈 VS LG 트윈스 (고척스카이돔) - 예나(시구), 나은(시타), 진솔(애국가 제창)[36]
- 4월 24일 네일 페스티벌 (SETEC) - 예나
- 7월 1일 금동천마상 제막식 (렛츠런파크 서울)
- 7월 5일 밀알복지재단 에너지 나눔 챌린지 (서울역 3층 오픈 콘서트 홀)
- 7월 23일 U-12 전국 유소년 야구대회 (경주 보문단지 화백 컨벤션 센터)
- 7월 26일 평화통일 발대식 (광화문 광장)
- 7월 27일 아시아 뉴미디어 필름 페스티벌 (부산 영화의 전당)
- 8월 4일 한국스카우트연맹 한국 잼버리 (대구광역시 달성군 구지면 오설리 일원 (낙동강변))
- 8월 10일 생생 락 페스티벌 (전북대학교 삼성 문화 회관)
- 8월 26일 ~ 8월 29일 K-FOOD Fair Malaysia  (1 Utama Shopping Centre LG Oval)
- 9월 10일 한일 서밋 콘서트 (신세계면세점 명동점)
- 10월 1일 G페스티벌 (안양천 특설무대)
- 10월 2일 한일 축제 한마당 (삼성동 코엑스 전시장 B홀)
- 10월 3일 강남 패션 페스티벌 (압구정로데오길)
- 10월 3일 제2회 에너지 나눔 대축제 (서울대공원)
- 10월 5일 육군 39사단 함안 이전 BRAVO 음악회 (육군 39사단 연병장 특설무대)
- 10월 7일 수제화 거리 페스티벌 (성수동 구두테마공원)
- 10월 8일 아시아 뮤직 네트워크 (상암동 MBC 공개홀)
- 10월 16일 스포츠 오브 하트 뮤직 페스티벌 2016 ( 일본 도쿄 국립 요요기 경기장 제1 체육관)
- 10월 22일 MBC 나눔 걷기 대회 (상암동 MBC)
- 11월 5일 EBS라디오 English Go!Go! Let it snow 특집 공개 방송 (고양 원마운트 스노우 파크)
- 11월 24일 으랏차차 청소년 한마음 페스티벌 (광명시 시민체육관 실내경기장)
- 11월 30일 2016 고 3 해피 페스티벌 (성동구청 3층 대강당)

2017년
- 1월 24일 영화 키코리키 무대 인사 (롯데시네마 월드타워점) - 진솔
- 2월 12일 게릴라 공연 (부산 신세계 백화점 센텀시티 점 지하 2층 중앙광장)
- 3월 19일 일본 게릴라 공연 ( 일본 도쿄 아키시마 모리타운 가든스테이지)[37]
- 3월 21일 	2017 EBS 편성 설명회 (서울 광화문 코리아나호텔 다이아몬드홀) - 예나, 레이첼[38]
- 4월 9일 Kt wiz 시민 서포터즈 페스티벌 (수원 Kt wiz park)
- 4월 10일 K-STAR 내가 배우다 제작발표회 (경기 고양시 일산 빛마루) - 나은
- 4월 28일 제56회 경남도민체육대회 특집 공개방송 〈당신을 응원합니다〉(경남 김해운동장)
- 4월 29일 봄소풍 APRIL PICNIC (북서울 꿈의 숲 창포원 야외무대)
- 5월 4일 청춘양구 곰취축제 개막식 (곰취축제 특설무대 (양구 청소년 수련관))
- 5월 5일 가족 e-스포츠 페스티벌 (상암 월드컵 공원 평화 광장)
- 5월 5일 제2회 동구 어린이 Dream Festival (황순유의 해피타임 907) (동인천역 북광장)
- 5월 5일 청소년문화축제 Dream 2017 (안중읍 현화공원)
- 5월 27일 2017 우유의 날 & 국내 치즈 페스티벌 (양천공원 일대)
- 5월 30일 서울 구로 국제 어린이 영화제 (구로 구청 광장)
- 6월 2일 LIVE POWER MUSIC (화성시 전곡항 야외특설무대)
- 7월 20일 존슨즈 용감라인 론칭 행사 (성수동 이마트) - 진솔
- 7월 22일  보령 머드축체 (보령 대천해수욕장)
- 7월 27일 2017 코야 썸머페스티벌
- 7월 29일  넥센 히어로즈 VS 삼성 라이온즈 (고척스카이돔) - 시구(예나), 시타(레이첼)[39]
- 8월 3일 제 16회 걸스카우트 국제야영 국제의 밤 (경기도 여주 당남리 섬)
- 8월 6일 현인가요제 (송도해수욕장 특설무대)
- 8월 16일 The Dream Day (더드림스토어 매장)
- 8월 18일 도전! 나도 K-Pop 스타 (논산시민공원 특설무대)
- 8월 31일 ~ 9월 1일 2017 드림樂서 평택
- 9월 4일 ~ 9월 5일 2017 드림樂서 오산
- 9월 5일 전국장애인 e페스티벌 (더케이 서울호텔)
- 9월 7일 ~ 9월 8일 2017 드림樂서 용인
- 9월 7일 안양국제영화제 개막식 (평촌중앙공원) -  (채경)
- 9월 9일 남한산성 청소년 영상제 (광주시 문화스포츠센터)
- 9월 10일 낭만제주 자유음악회 (제주 성산일출봉)
- 9월 13일 금연 토크콘서트 (국방부 대강당)
- 9월 23일 하남이성문화축제 미사리 온 콘서트 (하남유니온파크 잔디광장)
- 10월 9일 지상군페스티벌  (충남 계룡대)
- 10월 10일 개천예술제 종야축제 (진주시 광미사거리 특설무대)
- 10월 19일 강원·홍천 인삼·한우 명품축제 (도시산림공원 토리숲무대)
- 10월 21일 창녕양파가요제 (창녕공설운동장)
- 10월 26일 충주전국체전폐회식 (충주 종합운동장)
- 10월 28일 삼성 나눔 워킹 페스티벌 (곡교천 야영장(은행나무길))
- 10월 29일 대한민국 나눔대축제 (서울시광장  및 무교동 일대)
- 10월 31일 위문열차 (오산 공군작전사령부)
- 11월 1일 드림樂서 서산
- 11월 5일 제1회 오산청소년축제 (오산시청광장)
- 11월 10일 선바위청소년예술제 (울주문화예술회관)
- 11월 19일 G-STAR WEGL Ceremony (부산 벡스코 특설무대)

2018년
- 1월 7일 결혼식 축가
- 1월 11일 2018 한가족스키캠프 팬사인회 (강원도 오크밸리)
- 3월 21일 2018 F/W 헤라서울패션위크 뮌 컬렉션 (서울 중구 동대문디자인플라자) - (나은)
- 3월 22일 서울패션위크 DOZOH  - (나은, 레이첼)
- 5월 5일 불토엔 혼코노 (월미문화거리의 혼코노) - (채경, 진솔)
- 5월 13일 KWAVE 팬미팅
- 5월 17일 한국폴리텍대학 울산캠퍼스 축제
- 5월 18일 남양주 청소년축제 KFM 라쇼 (남양주 호평체육센터)
- 5월 19일 양산시 청소년 한마음 축제 (양산문화예술관 대공연장)
- 5월 25일 덕성여자대학교 축제
- 5월 26일 2018 화성 뱃놀이 축제 (경기도 화성시 전곡항)
- 5월 31일 온드림스쿨 청소년공감콘서트
- 6월 9일 2018 육우데이 (광진구 어린이대공원) - (채경, 채원, 나은, 예나, 진솔)
- 6월 23일 월드컵 대한민국 vs 멕시코 경기 축하공연
- 7월 28일 제20회 봉화은어축제 (봉화읍체육공원)
- 8월 3일 땅끝 한여름 밤의 문화축제 (해남군민광장)
- 8월 18일 제10회 대통령배 아마추어e스포츠대회 (인천 송도 컨벤시아 1홀) -(채경, 채원, 예나, 레이첼, 진솔)
- 8월 28일 2018 삼성 드림樂서 (안동실내체육관)
- 8월 31일 Aekyung Music Wave (홍대 걷고싶은 거리)
- 8월 31일 CJB 직지음악회 (청주 무심천 체육 공원 특설 무대)
- 10월 2일 강남 페스티벌 (코엑스 동측광장)
- 10월 12일 2018 양산삽량문화축전 (양산천둔지 특설무대)
- 2019 S/S 헤라서울패션위크 (나은, 진솔)
- 12월 8일 2018 삽고사랑 대축제 윤봉길체육관 (예산공설운동장)

2019년
- 2월 18일 러닝폼 아이돌 페스티벌 (KBS 아레나홀)
- 4월 4일 2019 벚꽃 페스티벌 (LG 화학 나주공장 운동장)
- 4월 26일 JTV전주방송 와글와글 시장가요제 (남원공설시장 주차장 특설무대)
- 4월 27일 제2회 리베라 그린나눔한마당 노래자랑 (동탄 리베라CC 체리코스 7번홀 야외특설무대)
- 5월 1일 FOOD FESTA 2019 (광화문)
- 5월 4일 즐기자! 세계유산 부소산 봄나들이 (부여 관북리유적) -(채경, 채원, 예나, 레이첼, 진솔)
- 5월 5일  2019 제 4회 동구어린이 드림페스티벌 (동인천역 북광장)
- 5월 5일 겟잇뷰티콘 (코엑스 C홀) - (채경, 진솔)
- 5월 10일 2019 유성 온천 문화축제 (계룡스파텔 광장)
- 5월 18일 2019 KBO 리그 KIA VS 한화 시구 (한화생명이글스파크) - (나은)
- 5월 19일 2019 K리그 대구 VS 인천 축하공연 (DGB 대구은행파크경기장) (시축 - 예나)
- 5월 25일 2019 울주 선바위 청소년예술제 (울산광역시 울주군 국민체육센터 광장)
- 6월 13일 제25회 충청남도장애인체육대회 (태안군종합운동장)
- 8월 23일 2019 삼성드림락서 - 강원

강원 아이스아레나(강원도 강릉시 수리골길 102) (예나 제외)
- 8월 24일 2019 K-WORLD FESTA

KSPO DOME (서울 올림픽공원 체조경기장)(나은 제외)
- 8월 29일 2019 삼성드림락서 - 구미

구미코(경상북도 구미시 산동면 첨단기업1로 49)
- 9월 3일 2019 삼성드림락서- 전라도 광주

광주여자대학교 유니버시아드체육관 (광주광역시 광산구 여대길201 광주여대시립유니버시아드체육관) (나은 제외)
- 10월 19일 제12회 마포나루 새우젓 축제 (나은 제외)
- 12월 21일 제79회 토요문화마당 - 윈터 원더랜드 (인천광역시 연수구 문화공원 야외음악당(연수역 2번 출구))

2020년
- 9월 23일 2020 ontact 트렌드페어 (예나, 레이첼)
- 10월 13일 2020 나사렛대학교 온라인축제 - 나대에서 노랑
- 11월 11일 경북대학교 상주캠퍼스 대동제 : F:Ever Land
- 11월 12일 2020 우송제 - Falling in Fall